# Polizeiruf 110: Schatten
Schatten ist ein deutscher Kriminalfilm von Jorgo Papavassiliou aus dem Jahr 2010. Es ist die 308. Folge innerhalb der Filmreihe Polizeiruf 110 und der 42. Fall für die halleschen Kommissare Schmücke und Schneider.

## Handlung
In der Gemeinschaftspraxis von Dr. Winter, Dr. Thomas und Doris Kugler wird Dr. Thomas Kugler tot aufgefunden. Da auch Medikamente fehlen, gehen Kommissar Schmücke und Schneider von einer Tat im Affekt aus. Ein Verdächtiger ist schnell gefunden, denn Zeugen haben einen jungen Mann aus dem Gebäude flüchten sehen. Nach ihm wird mittels eines Phantombildes gefahndet.
Nach den ersten Recherchen hatte Kugler sehr viel ausländische Patienten, wahrscheinlich illegale Einwanderer, die er aus humanitären Gründen behandelt hat. Versicherungsabrechnungen dieser Leute sind nämlich nicht zu finden. Schmücke und Schneider vermuten den Täter in diesem Personenkreis. Inzwischen wird der gesuchte junge Mann in einen Verkehrsunfall verwickelt und im Krankenhaus behandelt. Dennoch ist seine Identität ungeklärt, da er im Koma liegt. Erst nach weiteren Befragungen kann er als Leonid Tscherkassow identifiziert werden.
Während die Polizei ihren Ermittlungen nachgeht, ist die Sprechstundenhilfe Marion Menge darum bemüht, dass dabei nicht ihr kleiner Nebenerwerb aufgedeckt wird. Sie hat den sehr mittellosen Patienten ihres Chefs über ihren Mann Arbeit besorgt. Dieser hat sie als Schwarzarbeiter beschäftigt und gegebenenfalls ihnen auch ein Quartier gegeben. So hatte Leonid Tscherkassow mit seiner jungen Frau eine Wohnung in einem der Häuser, die Robert Menge verwaltet. Vor kurzem ist Leonids Frau einer Krankheit erlegen, deren Leiche sie in der Saale entsorgt hatten. Daher halten sich die Menges der Polizei gegenüber sehr bedeckt. Die findet die Spur zu ihnen dennoch und veranlasst eine Razzia in der Recyclingfirma, die Menge betreibt. Robert Menge wird festgenommen und verhört. Er räumt ein, dass Ira Tscherkassow an den Folgen eines Treppensturzes in seiner Firma gestorben ist, da ihre Verletzung unbehandelt geblieben war. Den Mord an Dr. Kugler leugnet er und erwähnt, dass Kuglers Frau mit Dr. Winter ein Verhältnis hat.
Leonid Tscherkassow erlangt inzwischen das Bewusstsein zurück und sagt aus, dass er bei Kugler nur Medikamente holen wollte, da es seiner Frau so schlecht ging. Er hatte einen Streit in der Praxis mitbekommen und sei daraufhin weggelaufen. Schmücke und Schneider hatten schon eine Weile die Vermutung, dass es sich bei dem Mord eher um eine Beziehungstat handelt als um einen Raubmord oder gar Rache.
Bei der Obduktion stellt der Gerichtsmediziner fest, dass der Schlag, den das Opfer vom Täter erhalten hat, nicht tödlich war. Kugler litt am Marfan-Syndrom, was durch den Schlag den Riss der Aorta zur Folge hatte und er so innerlich verblutete. Schmücke gelingt es, Doris Kugler so zu überlisten, dass sie die Tat zugibt. Sie wollte ihren Mann loswerden, damit sie für Lothar Winter frei ist und sie die Praxis nach ihren Vorstellungen betreiben können. Zudem wollten sie diese Gratis-Versorgung von unversicherten Patienten beenden, was Kugler nie zugelassen hätte. Doch auch Winter wusste von Kuglers Krankheit und hat seinen Tod billigend in Kauf genommen. Beide werden wegen des gemeinschaftlichen Mordes an Dr. Kugler verhaftet.

## Hintergrund
Schatten wurde von Saxonia Media Filmproduktion im Auftrag des MDR produziert und in Halle gedreht. Am 7. März 2010 erfolgte die Deutsche Erstausstrahlung im Ersten zur Hauptsendezeit.

## Rezeption

### Einschaltquote
Die Erstausstrahlung des Polizeiruf Schatten am 30. Oktober 2011 wurde in Deutschland insgesamt von 7,41  Millionen Zuschauern gesehen. Damit wurde ein Marktanteil von 19,8 Prozent erreicht.

### Kritik
Rainer Tittelbach von tittelbach.tv kommt insgesamt zu einer positiven Bewertung und schreibt: „Die zwei Kommissare vom alten Schlag erfinden auch in ihrem 42. ‚Polizeiruf‘-Einsatz das Genre nicht neu, doch ganz so schwach wie viele Fälle der vergangenen Jahre kommt ‚Schatten‘ nicht daher. Es ist ein unaufgeregter Whodunit, ein Gebrauchskrimi, bei dem der Zuschauer den Ermittlern anfangs einige Nasenspitzen voraus ist, ohne dabei den völligen Durchblick zu haben. Ein paar Fragezeichen halten die Neugier wach.“ Tittelbach bemängelt allerdings die Spannung, die nicht so richtig aufkommen will. So schreibt er weiter: „Was der Story an Struktur fehlt, muss mal wieder das Sounddesign liefern: der dräuende Tonteppich sorgt für die Bindung zwischen den Szenen. Die Inszenierung aber kann sich sehen lassen. Der […] Regisseur [besticht] durch eine klare, konzentrierte Bildsprache. Immer wieder setzt er auf beobachtende Kamerablicke (durch Türrahmen hindurch), sucht Distanz, wiederholt Einstellungen, schafft so einen filmischen Rhythmus und etwas (formale) Orientierung im Chaos eines durchschnittlichen Falls.“
Die Kritiker der Fernsehzeitschrift TV Spielfilm vergaben die bestmögliche Wertung (Daumen nach oben) und befand, „der verschachtelte Fall bleibt bis zum Schluss spannend, die Kommissare gehen so hart und mitfühlend wie immer ans Werk“. Das Urteil lautete: „Solide Rätselstunde(n) mit eingespieltem Team“.